# 2022년 동계 올림픽 네덜란드 선수단
2022년 동계 올림픽 네덜란드 선수단은 2022년 2월 4일부터 20일까지 중화인민공화국 베이징에서 열린 2022년 동계 올림픽에 참가한 올림픽 네덜란드 선수단이다.

## 메달 집계
| 종목 | 1 | 2 | 3 | 합계 |
| 종목 | ' | ' | ' | '    |
| 종목 | ' | ' | ' | '    |
| 종목 | ' | ' | ' | '    |
| 합계 | ' | ' | ' | '    |

## 종목별 성적

### 쇼트트랙
여자
- 쉬자너 스휠팅
- 셀마 파우츠마
- 크산드라 펠제부르
- 야라 판 케르크호프

### 스켈레톤
여자
- 킴벌리 보스

### 스피드스케이팅
남자
- 키엘트 나위스
- 파트릭 루스트
- 마르설 보스커르
- 메레인 스헤페르캄프
- 헤인 오테르스페이르
- 토마스 크롤
- 카이 페르베이

여자
- 미셸 더 용
- 유타 레이르담
- 이레인 뷔스트
- 이레너 스하우턴
- 카를레인 아흐테레이크터
- 사너 인 엇호프
- 펨커 콕
- 마레이커 흐루네바우트

### 알파인스키
남자
- 마르턴 메이너르스

여자
- 아드리아나 옐링코바

### 피겨스케이팅
여자 싱글
- 린지 판 쥔더르트